# Шуламіт Гаревен
Шуламіт Гаревен (іврит: שולמית הראבן ; псевдонім Tal Yaeri , 14 лютого 1930 — 25 листопада 2003) — ізраїльська письменниця, перекладачка, редакторка і есеїстка. Виступала за мир на Близькому Сході.

## Біографія
Шуламіт народилась 14 лютого 1930 р. у Варшаві у сіоністській родині юриста Авраама Ріфтіна та вчительки Наталії Вінер.
У 1940 р. родина переїхала до підмандатної Палестини.
У підлітковому віці приєдналась до підпілля Лейбористської сіоністської Гаґани.
Під час війни за незалежність Ізраїлю служила бойовим медиком в Єрусалимі у період його облоги 1947—1948 років.
На початку 1950-х років працювала в транзитних таборах з біженцями з арабських країн. У 1950 році була одним із засновників мовлення ЦАХАЛу та офіцером командування операціями ЦАХАЛу. Допомагала єврейським біженцям з арабських країн у транзитних таборах.
У 1954 році вийшла заміж за громадського активіста і офіцера розвідки, який деякий час служив у Моссаді, Алоуфа Гаревена і народила сина Ітаї в 1957 році та дочку Гейл в 1959 році.
У період з 1967 по 1973 рік працювала військовим кореспондентом щоденної газети Yediot Ahronot, де писала розповіді учасників і свідків війни на виснаження та війни Судного дня. Під час першої інтифади наприкінці 1980-х писала репортажі з таборів палестинських біженців, що шокували ізраїльську громадськість. Також була оглядачем актуальних соціальних, культурних і політичних подій. Публікувала есе та статті про ізраїльське суспільство та культуру в літературних журналах Masa, Orlogin і Keshet, а також у кількох газетах, зокрема Al Ha-Mishmar, Maariv та Yedioth Ahronoth.
Була першою — і протягом 12 років єдиною — жінкою, прийнятою до ізраїльської Академії єврейської мови. Була «лінгвістичною патріоткою», заперечувала «сексистські» неологізми, нав'язані 3000-річній мові. Ставила під сумнів категорію «жінок-письменниць» і називала себе «вибірковою феміністкою».
Разом із чоловіком була активною учасницею руху «Мир зараз», його прес-секретарем. Виступала за права палестинських громадян Ізраїлю та їхню інтеграцію в регіоні і активно критикувала ізраїльське ставлення до палестинців. Була «відвертим і сміливим голосом за мир на Близькому Сході».
Шуламіт Гаревен померла від раку в Єрусалимі 25 листопада 2003 року. Похована в Гар ха-Менухот в Єрусалимі. Архів її матеріалів був подарований родиною письменниці Університету Бен-Гуріона і відображає широкий спектр її роботи, містить статті, огляди, листи, переклади тощо .
Донька Гейл також стала письменницею.

## Творчість і погляди
Шуламіт Гаревен є автором 19 книг на івриті в різноманітних жанрах, у тому числі фантастичній прозі (під андрогінним псевдонімом Tal Yaeri) та дитячій літературі. При цьому її проза варіюється від соціального фарсу до ліричного імпресіонізму, а героями є соціально маргінальні або девіантні персонажі, яких авторка зображує з емпатією.
Першу книгу віршів на івриті «Хижий Єрусалим» опублікувала у 1962 році. У 1966 році вийшла збірка оповідань «Останній місяць», у якій письменниця досліджувала сучасні теми самотності та туги.
У 1972 р. на івриті вийшов її перший роман «Місто багатьох днів», у 1977 році був опублікований англійською мовою. В романі письменниця уявляє багатокультурний і космополітичний Єрусалим перед Другою світовою війною та висвітлює життя та недоліки мешканців міста — арабів, євреїв та британців. Роман також є історією «дорослішання» сильної, незалежної жінки і випередив свій час як з точки зору фемінізму, так і неявної критики сіоністської ідеології.
Протягом 1980-х років письменниця розкривала у своїх творах особливо актуальні теми: про палестинських біженців, «просвітницьку окупацію», внутрішні релігійні та етнічні розбіжності, насильство та рух за мир, академізацію літератури, сленг і мовні норми тощо.
1985 року було опубліковано автобіографічне есе «Про те, щоб бути левантійцем», в якому вона використовувала термін «левантієць» для об'єднання ліванців, палестинців, турків, греків, італійців та ізраїльтян. За її словами, сварливі, але в основному прагматичні за темпераментом, левантійці, не мали суворості їхніх європейських та арабських сусідів із глибинки.
У 1991 році була видана збірка есеїв «Безокий у Газі».
У 1992 році вийшла її англомовна збірка малої прози «Сутінки та інші історії», до якої увійшла написане у 1980 році оповідання «Самотність», що є одним із небагатьох прямих трактувань авторкою Голокосту і першим твором на івриті, який згадував про лесбійство. Гомоеротику своєї головної героїні авторка закріпила у травматичному дитинстві Голокосту. Це оповідання професор Гершон Шакед вважав «найтоншою та найглибшою з реалістичних історій Гаревен».
У 1995 р. англійською мовою був опублікований «Словник миру», до якого увійшли есеї Шуламіт Гаревен та її колонки в пресі 1970-х років.
Виданий на івриті інноваційний триптих «Жага: Трилогія пустелі»  (1996) є вигаданим експериментом, що складається з нібито «біблійних» новел, що довільно переказують деякі з основоположних міфів Ізраїлю та єврейського народу — Вихід, завоювання Ханаану (книга Ісуса Навина), і період консолідації ізраїльських племен під владою Суддів. Збірка об'єднала новели «Ненависник чудес» (1983), «Пророк» (1989) і «Після дитинства» (1994), у яких біблійні сюжети подані з точки зору закулісних персонажів — пастухів, воєначальників, бродяг і помилкових потенційних пророків. Перекладач Гіллел Галкін назвав ці новели «багатогранними мініатюрами», а вчений Яков Ельбоїм — «сучасним мідрашем». Трилогія загалом об'єднує дві головні теми Харевен — аутсайдера й маргіналів (обох статей) і незалежну жінку — обрамляючи обидві у віддалений час, який, тим не менш, повністю належить читачеві. Саме тому Шимон Перес описав ці історії як «одночасно позачасові та актуальні».
Остання книга «Багато днів, автобіографія» була опублікована на івриті у 2002 році. Вона містить уривки з творів Гаревен у всіх жанрах — белетристики, поезії та есе; висвітлює активне громадське життя авторки і водночас утверджує її тезу, що «культура починається там, де люди визнають різницю між приватним і публічним».
Багато прозових творів Гаревен доступні англійською мовою, аокремі оповідання та статті були опубліковані арабською, китайською, голландською, англійською, естонською, французькою, німецькою, гінді, угорською, італійською, португальською, російською, сербохорватською, іспанською та шведською мовами. Завдяки активному перекладу художніх творів Шуламіт Гаревен, паризька газета  L'Express у 1995 р. визнала її однією зі ста жінок, «які рухають світом».

## Нагороди
- 1974 — Премія прем'єр-міністра за заохочення літературної творчості[6]
- 1988 — визнана однією з десяти найвидатніших жінок Ізраїлю (на честь 40-річчя незалежності)[6]
- 1988 — Особлива згадка за політичну журналістику (за переліком Global Kindergarten)[6]
- 1989 — Премія Авреха за есеїстику (присуджена Мистецькою організацією)[6]
- 1994 — Літературна премія WIZO[6]
- 1995 — визнана однією з найвпливовіших жінок світу (за версією французького інформаційного журналу L'Express)[6]
- 2002 — Літературна премія CUM за життєві досягнення[6]